# Sphinctanthus hasslerianus
Sphinctanthus hasslerianus là một loài thực vật có hoa trong họ Thiến thảo. Loài này được Chodat miêu tả khoa học đầu tiên năm 1904.